# Herbertingen
Herbertingen est une commune allemand du Bade-Wurtemberg dans l'arrondissement de Sigmaringen.

## Jumelage
- Saint-Paul-en-Jarez (France)

## Culture et monuments

### Site archéologique
- La Heuneburg, résidence princière des Celtes à Hundersingen

### Musée
- Le musée de la Heuneburg (Keltenmuseum) à Hundersingen